# Package Deal
Package Deal es una serie de televisión canadiense creada por Andrew Orenstein sobre tres hermanos y la mujer que se interpone entre ellos. Se estrenó en City el 18 de junio de 2013 y corrió durante dos temporadas.

## Sinopsis
Danny cree que Kim podría ser "la indicada". Sus hermanos mayores, que lo criaron después de que sus padres murieron, no están muy contentos por ella. Sheldon evita las relaciones, pero está a favor de una sola noche. Ryan se divorció de su esposa, que se enganchó con un compañero cirujano. Kim no está contenta con lo íntimamente involucrados que Sheldon y Ryan están en la vida de Danny.

## Elenco
- Randal Edwards como Danny, un abogado de defensa criminal.
- Harland Williams como Sheldon.
- Jay Malone como Ryan.
- Julia Voth como Kim.

### Elenco periódico
- Eugene Levy como McKenzie.
- Pamela Anderson como Dr. Sydney Forbes.

## Producción
Package Deal es una comedia de cuatro cámaras filmado principalmente con una audiencia en el estudio, lo cual es raro para la televisión canadiense. El concepto de la serie proviene de las experiencias del creador Andrew Orenstein con su familia. La primera final de la temporada fue filmada en Burnaby el 25 de enero de 2013. Package Deal fue renovada para una segunda temporada el 21 de enero de 2014. En marzo de 2015, Rogers Media anunció que la serie no regresaría para una tercera temporada.

## Emisión
El 29 de mayo de 2012, Citytv anunció que había encargado 13 episodios de Package Deal para la temporada televisiva 2012-13 a mitad de temporada. Se anunció el 1 de abril de 2013, que el espectáculo sería estrenado el 6 de mayo. Más tarde, en abril, que fue cambiado al 24 de junio. Como parte de la presentación inicial de Rogers el 4 de junio se anunció que Package Deal había sido trasladado al otoño y sería los lunes a las 08:30 horas. El estreno de la serie cambió de nuevo al 18 de junio a las 09:00 horas, 22:00 y 20:00 horas.